# Sierebrjanskaja kraftverk 2
Sierebrjanskaja kraftverk 2 (ryska: Серебрянская ГЭС-2) är ett ryskt vattenkraftverk i Voronja i Murmansk oblast, Ryssland.
Bygget startade 1968 och kraftverket invigdes 1972. Det ägs och drivs av det ryska energiföretaget TGK-1, ett dotterbolag till Kolskenergo (Kola energi). 
Sierebrjanskaja kraftverk 2 kraftverk dämmer Voronja och ger upphov till Sierebrjanskaja nedre reservoaren, fallhöjden blir 62,5 meter. Det har tre kaplanturbiner med en installerad effekt av totalt 156 MW.